# Gibberula ubitalta
Gibberula ubitalta is een slakkensoort uit de familie van de Cystiscidae. De wetenschappelijke naam van de soort is voor het eerst geldig gepubliceerd in 2009 door McCleery.